# Józef Słomiński
Józef Słomiński (ur. 31 maja 1885 w Cegiełkach, powiecie chojnickim, zm. w październiku 1939) – polski nauczyciel i działacz społeczny.

## Życiorys
Był synem zamożnego rolnika Piotra i Ewy z domu Dalman (Dahlman). W 1905 roku ukończył Seminarium nauczycielskie w Tucholi. Do 1911 był nauczycielem szkoły ludowej w Pastwiskach w powiecie świeckim, następnie objął kierownictwo szkoły powszechnej w Gliśnie Wielkim. 
Po odzyskaniu niepodległości został znanym w regionie działaczem społecznym. Jako członek Sejmiku Powiatowego w Chojnicach doprowadził do urzeczywistnienia postulatu budowy bitej drogi z Lipnicy do Borzyszków. Był też inicjatorem uruchomienia 15 października 1930 roku pierwszego w ówczesnym województwie pomorskim - wiejskiego ośrodka zdrowia. Pełnił funkcje wójta Borzyszków i Lipnicy, zasiadał w Sądzie Okręgowym w Chojnicach oraz przewodniczył rokom sądowym w Lipnicy. Był działaczem Polskiego Związku Zachodniego. Niejednokrotnie protestował przeciwko prześladowaniom Polaków na Ziemi Bytowskiej. 
We wrześniu 1939 został aresztowany przez hitlerowców i na początku października bestialsko zamordowany podczas prac polowych w majątku Jarcewo k. Chojnic.

## Ordery i odznaczenia
- Srebrny Krzyż Zasługi (10 listopada 1933)[1]

## Upamiętnienie
Jego imię nadano ośrodkowi zdrowia w Lipnicy.